# Ibba Laajab
Abdurahim Laajab (1985. május 21. –), ismert nevén Ibba Laajab, norvég labdarúgó, a kínai Hopej Csena Foertuno csatára. Rendelkezik marokkói állampolgársággal is.